# Peoria, Arizona
Peoria är en stad i Arizona med en yta av 461 km² (2010) och en befolkning på cirka 154 000 invånare (2010).
Staden är belägen i den centrala delen av delstaten, cirka 25 kilometer nordväst om huvudstaden Phoenix.